# Puerto Penrhyn
El Puerto Penrhyn (en galés: Porth Penrhyn; en inglés: Port Penrhyn)  es un puerto ubicado al este de Bangor, en el norte de Gales, en la confluencia del río Cegin con el estrecho de Menai. Antiguamente, era de gran importancia como el principal puerto para la exportación de la cantera de Penrhyn, la mayor cantera de pizarra en el mundo a finales del siglo XIX. Fue construida y ampliada más adelante, por el Penrhyn Quarry de la familia del cercano castillo de Penrhyn. Penrhyn es la palabra en idioma Galés para "promontorio". El puerto es utilizado por embarcaciones costeras con hasta aproximadamente 3.000 toneladas métricas de peso muerto (DWT) y por los buques pesqueros. Hay planes de expansión.